# Mike Boland (Eishockeyspieler, 1949)
Michael Anthony „Mike“ Boland (* 16. Dezember 1949 in Montréal, Québec) ist ein ehemaliger kanadischer Eishockeyspieler und Kameramann, der im Verlauf seiner aktiven Karriere zwischen 1968 und 1978 hauptsächlich in den nordamerikanischen Minor Leagues American Hockey League (AHL) und North American Hockey League (NAHL) auf der Position des rechten Flügelstürmers gespielt hat. Seinen größten Karriereerfolg feierte Boland dabei im Jahr 1971 in Diensten der Springfield Kings mit dem Gewinn des Calder Cups der AHL. Darüber hinaus absolvierte er zwei Partien für die Philadelphia Flyers in der National Hockey League (NHL) sowie 42 Spiele für die Ottawa Nationals in der World Hockey Association (WHA). Nach seinem Karriereende arbeite Boland als Kameramann und erhielt für seine Arbeit unter anderem einen Primetime Emmy Award und Gemini Award.

## Karriere
Boland besuchte ab dem Sommer 1967 die University of Toronto, nachdem er zuvor in den unterklassigen Juniorenligen der Provinz Ontario aktiv gewesen war. Parallel zu seinem Studium begann er ab der Saison 1968/69 sporadisch für die Universitätsmannschaft in der Canadian Interuniversity Athletics Union (CIAU). Über den Zeitraum der drei Jahre bis zu seinem Studienabschluss im Herbst 1970 absolvierte der Flügelstürmer lediglich 21 Spiele für das Team, in denen er allerdings 27 Scorerpunkte sammelte.
Der Angreifer schloss sich daraufhin den Springfield Kings aus der American Hockey League (AHL) an, die ihm einen Vertrag angeboten hatten. Boland verbrachte dort zwei Spielzeiten und konnte in seiner Rookiesaison gleich den Calder Cup mit den Kings gewinnen. Mit der Gründung der World Hockey Association (WHA) in Konkurrenz zur bereits etablierten National Hockey League (NHL) wurde das Talent im WHA General Player Draft im Februar 1972 vom Franchise der Ottawa Nationals ausgewählt und zur Saison 1972/73 verpflichtet. In der kanadischen Hauptstadt bestritt der Angreifer insgesamt 42 Partien, in denen er 16-mal punktete. Da er im Sommer 1973 ein sogenannter Free Agent wurde, erhielt er im September ein Angebot der Philadelphia Flyers aus der NHL. Die Flyers setzten Boland in der Spielzeit 1973/74 bei ihrem AHL-Farmteam Richmond Robins ein. Ab der folgenden Saison spielte er dann für die Philadelphia Firebirds, einen weiteren Kooperationspartner der Flyers, in der North American Hockey League (NAHL). Mit seinen 86 Scorerpunkten in 59 Partien empfahl er sich schließlich auch für zwei NHL-Einsätze bei den Philadelphia Flyers und einen Platz im Second All-Star Team der NAHL.
Kurz nach dem Beginn des Spieljahres 1975/76 wurde der Stürmer innerhalb der NAHL im Tausch für Mike Penasse zu den Cape Codders transferiert. Dort war er bis zur Auflösung der Organisation im Februar 1976 aktiv. Zur Saison 1976/77 wagte der Kanadier den Sprung nach Europa, wo er sich dem finnischen Erstligisten FPS Forssa anschloss. Nach einem Wechsel innerhalb der SM-liiga beendete er die Spielzeit jedoch bei deren Ligakonkurrenten Helsingfors IFK. Anschließend pausierte er eine Spielzeit, kehrte in der Saison 1978/79 aber noch einmal für drei Partien zu den Philadelphia Firebirds zurück, die mittlerweile in der AHL beheimatet waren. Danach beendete der fast 30-Jährige seine aktive Karriere.
In der Folge seines Karriereendes begann Boland unter seinem Geburtsnamen Michael Boland als Kameramann für verschiedene TV-Produktionen zu arbeiten. In den Jahren 1992 und 1993 erhielt er gemeinsam mit Vic Sarin einen Primetime Emmy Award und Gemini Award für seine Arbeit an einer Episode der Dokumentation Millennium: Tribal Wisdom and the Modern World. Ebenso war er im Jahr 1990 für seine Arbeit an der Dokumentation Ken Dryden’s Home Game mit einem Gemini Award ausgezeichnet worden.

## Erfolge und Auszeichnungen
| - 1971 Calder-Cup-Gewinn mit den Springfield Kings - 1975 NAHL Second All-Star Team - 1990 Gemini Award in der Kategorie Best Photography in an Information/Documentary Program or Series | - 1992 Primetime Emmy Award in der Kategorie Outstanding Cinematography for a Nonfiction Program - 1993 Gemini Award in der Kategorie Best Photography in an Information/Documentary Program or Series |

## Karrierestatistik
(Legende zur Spielerstatistik: Sp oder GP = absolvierte Spiele; T oder G = erzielte Tore; V oder A = erzielte Assists; Pkt oder Pts = erzielte Scorerpunkte; SM oder PIM = erhaltene Strafminuten; +/− = Plus/Minus-Bilanz; PP = erzielte Überzahltore; SH = erzielte Unterzahltore; GW = erzielte Siegtore; 1 Play-downs/Relegation; Kursiv: Statistik nicht vollständig)